# Muzeum moderního umění (Baku)
Muzeum moderního umění je galerie v ázerbájdžánském hlavním městě Baku, založená v roce 2009. Věnuje se zejména modernímu a současnému umění Ázerbájdžánu. Vystavuje více než 800 děl místních malířů a sochařů, většinou v avantgardním stylu. Součástí muzea je také knihovna, kinosál, restaurace a umělecká kavárna. Ve sbírce muzea je zastoupeno několik klasických představitelů moderny ze soukromých zápůjček, například Salvador Dalí, Pablo Picasso, a zejména umělci ruské avantgardy jako Marc Chagall a Vasilij Kandinsky. Těžištěm jsou místní umělci jako Səttar Bəhlulzadə, Böyükağa Mirzəzadə, Elmira Şahtaxtinskaya, Tahir Salahov, Ömər Eldarov nebo Nadir Əbdurrəhmanov.